# Formatge romà

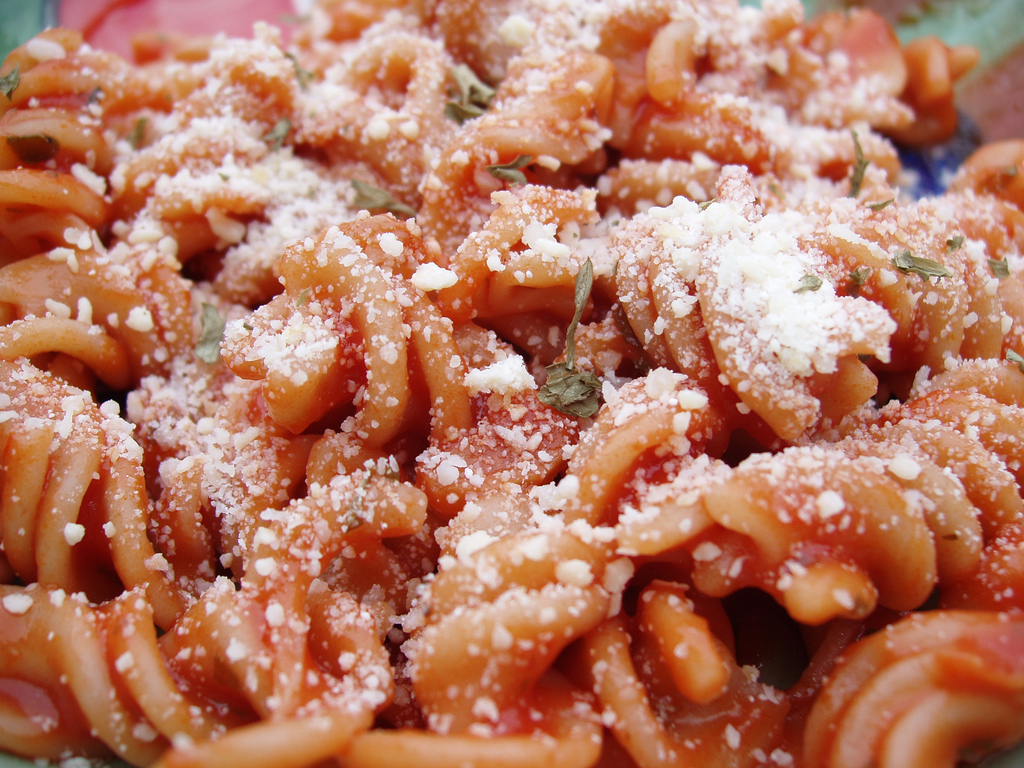
Pasta amb formatge romà

El formatge romà és un formatge italià elaborat amb llet de vaca (en aquest cas se sol denominar «vaccino romà»). I de vegades sol elaborar-se amb llet d'ovella (en aquest cas es denomina «pecorí romà»). Es caracteritza per la seva densitat i salinitat, sol ratllar per ser emprat en les salses.

## Característiques
Aquest formatge s'elabora amb un mètode especial anomenat "rummaging curd" que permet les altes densitats de pasta i una salaó elevada. El formatge romà posseeix un contingut gras que pot rondar els 27%, i un contingut d'aigua que arriba al 32%. Es tracta d'un formatge italià de molt llarga tradició, molt popular de la zona històrica de Latium.